# Оуті Мяєнпяя
Оуті Мяєнпяя (24 лютого 1962 , Гельсінкі, Фінляндія ) — фінська актриса театру, кіно та телебачення.

## Біографія
Оуті Мяєнпяя народилася 24 лютого 1962 року в Гельсінкі. З 1984 по 1988 рік навчалася в Гельсінській театральній академії.
Акторський дебют Оуті відбувся у 1986 році у серіалі «Студія». Найбільшу популярність їй принесли ролі у фільмах «Чорний лід» та «По той бік».
За свої роботи удостоєна чотирьох премій «Юссі» (2001, 2004, 2005, 2008), двох премій «Venla Awards» (2002, 2005) та однієї премії «Золотий жук» (2011).
Крім зйомок у кіно грає у театрі «Стелла Поларіс».
Двічі була одружена — до 2001 року з Пеккою Ярвілехто, від якого у неї двоє дітей, а також з 2009 по 2011 рік з Каєм Нордбергом.

## Вибрана фільмографія
| Рік  |   | Українська назва             | Оригінальна назва        | Роль                       |
| ---- | - | ---------------------------- | ------------------------ | -------------------------- |
| 1990 | ф | Дівчина з сірникової фабрики | Tulitikkutehtaan tyttö   | співробітниця Ірис         |
| 1996 | ф | Здалеку випливають хмари     | Kauas pilvet karkaavat   | сестра Лаурі               |
| 1999 | ф | Юха                          | Juha                     | супутниця Шемейкі          |
| 2002 | ф | Людина без минулого          | Mies vailla menneisyyttä | банківський клерк          |
| 2007 | ф | Чорний лід                   | Musta jää                | Саара                      |
| 2010 | ф | По той бік                   | Svinalängorna            | Аілі                       |
| 2016 | ф | Дівчинка на ім'я Варпу       | Tyttö nimeltä Varpu      | інструктор з верхової їзди |

## Нагороди та номінації
| Рік  | Нагорода     | Категорія                      | Робота               | Результат |
| ---- | ------------ | ------------------------------ | -------------------- | --------- |
| 2001 | Юссі         | Найкраща акторка               | Південь              | Перемога  |
| 2002 | Venla Awards | Найкраща акторка               | Muodollisesti pätevä | Перемога  |
| 2004 | Юссі         | Найкраща акторка другого плану | Helmiä ja sikoja     | Перемога  |
| 2005 | Юссі         | Найкраща акторка               | Kukkia & sidontaa    | Перемога  |
| 2005 | Venla Awards | Найкраща акторка               | Noriko Show          | Перемога  |
| 2008 | Юссі         | Найкраща акторка               | Чорний лід           | Перемога  |
| 2011 | Золотий жук  | Найкраща акторка другого плану | По той бік           | Перемога  |